# Peter Maxwell
Pour l’article homonyme, voir Peter Maxwell Davies.

Coronet du baron

Peter Trevor Maxwell, né le 23 décembre 1958, 27e baron de Ros est un noble britannique, dit premier baron dans la pairie d'Angleterre à propos du titre créé en 1264 par mandat du parlement d'Angleterre.
Il succède à l'ancienne baronnie anglaise au décès de sa mère Georgiana Maxwell, 26e baronne de Ros suo jure depuis 1958 à 1983, quand l'actuel baron entre à la Chambre des lords où il siège jusqu'en 1999.

## Famille
D'ascendance de la famille FitzGerald et diverses familles aristocratiques, de nos jours la famille habite à l'Old Court, près de Strangford Lough dans le County Down.
Un mobilier de profession[pas clair], il se marie le 5 septembre 1987 avec Angela Sián, fille de Peter Campbell Ross. Le baron et la baronne de Ros ont eu trois enfants :
- Finbar James Maxwell (né le 14 novembre 1988), héritier apparent au titre de noblesse
- Katherine Georgiana Maxwell (née le 26 octobre 1990)
- Jessye Maeve Maxwell (née le 8 juillet 1992).